# Géographie de l'Union soviétique

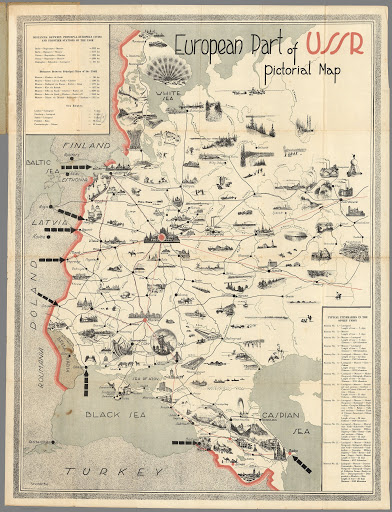
Une carte de l'URSS en Europe

 (mai 2014).
Si vous disposez d'ouvrages ou d'articles de référence ou si vous connaissez des sites web de qualité traitant du thème abordé ici, merci de compléter l'article en donnant les références utiles à sa vérifiabilité et en les liant à la section « Notes et références ».
L'Union des républiques socialistes soviétiques (URSS) était durant son existence le pays le plus étendu du monde (avec 22 402 200 km2 à partir de la fin de la Seconde Guerre mondiale). C'était également l'un des pays les plus variés, avec plus de cent « nationalités » (ethnies) recensées sur son territoire, une soixantaine de langues et cinq religions principales.
La population totale — le peuple soviétique — était estimée à 288 millions de personnes en 1990. Aujourd'hui, la Russie, qui a succédé à l'URSS, demeure toujours le pays le plus étendu du monde et reste un pays très divers, administrant des centaines de minorités, y compris musulmanes telles que les Tatars, et bien d'autres ethnies non russes.
Localisée au milieu et au nord de l'hémisphère nord, elle faisait deux fois et demie la taille des États-Unis et était un pays de taille continentale, seulement un peu plus petit que l'Amérique du Nord, avec une densité de treize personnes par kilomètre carré (soit moins que l'Amérique du Sud qui est à 20 et un peu plus que l'Arabie saoudite qui est à 12,8).
Son climat était largement continental, son centre géographique étant le plus au nord mis à part le Canada, l'Islande et les pays d'Europe du Nord. 75 % du pays était au nord du 50e parallèle.
Jusqu'en 1928, le pic Lénine était considéré comme le plus haut sommet de l'Union soviétique, mais il s'avéra cette année-là qu'un autre sommet, alors baptisé le pic Staline, culminait à une altitude supérieure.